# Ящірка кримська
Я́щірка кри́мська, стінна ящірка кримська (Podarcis tauricus) — вид ящірок родини справжніх ящірок (Lacertidae). Один із 28 видів роду. Поширений переважно в Південно-Західній Європі. Мешканець відкритих рівнинних та гірських ландшафтів. Вид занесений до Бернської конвенції та інших природоохоронних документів.

## Етимологія
Наукова назва роду походить від грец. ποδαρκής = швидконогий. Вид названий на честь латинської Таврики (або грец. Ταυρῐκή = Taurikḗ), території Кримського півострова, відомої грекам і римлянам.
Назва на інших мовах: Balkan Wall Lizard, Crimean Wall Lizard  (англ.; дослівно «балканська стінна ящірка», «кримська стінна ящірка»); lezard taurique, lizard Crimee (фр.; дослівно «ящірка таврійська», «ящірка кримська»); Taurische Eidechse (нім; дослівно «таврійська ящірка»); крымская ящерица (рос.).

## Опис
Середня за розмірами стінна ящірка, із струнким тілом до 24 см завдовжки (L. + L.cd.). Довжина тіла від кінчика морди до клоаки (L.) до 7,9 см (зазвичай до 7 см). Самці більші за самиць (відповідно до 79 мм і до 71 мм). Хвіст (L.cd.) вдвічі  перевищує довжину тулуба з головою (відношення L./L.cd. 0,47—0,73). Голова висока, пірамідальна, вкрита симетричними щитками. Тіло вкрите ребристою лускою.
Верхня сторона тіла зазвичай забарвлена в зеленуваті або буруваті кольори з двома поздовжніми рядками темних плям. Черево в самців жовтуватого або помаранчевого кольору, у самиць — зеленуватого або білого. 

## Поширення
Ареал охоплює частину Балканського півостріва, країни Південно-Західної Європи, Іонічні острови, південь Молдови та України (включно з Кримом).

## Особливості біології
Населяє відкриті трав'янисті місцевості, степи, порослі травою піщані дюни, узбіччя доріг, стіни, трапляється в горах до висоти 2350 м над рівнем моря. Активна зазвичай з квітня до листопада, на півдні ареалу в теплі зими — протягом всього року.
Ящірка кримська належить до яйцекладних плазунів. У період розмноження самці ревно охороняють свої індивідуальні ділянки, оглядаючи їх із високих предметів. Парування відбувається в квітні. Самиця в травні — на початку червня відкладає від 2 до 6 яєць. У південних районах можливі дві кладки за сезон. Молоді ящірки з'являються наприкінці серпня — на початку вересня. Статева зрілість настає після другої зимівлі при довжині тіла (L.) 50—60 мм.
Основу харчового раціону становлять комахи, павуки та інші дрібні безхребетні. 

## Охорона
Стан більшості природних популяцій виду в межах ареалу залишається більш-менш стабільним, за що  він, згідно з Червоним списку МСОП, отримав охоронний статус «відносно благополучний вид». Окремі субпопуляції потерпають через втрату середовища існування внаслідок інтенсифікації сільського господарства та забруднення (головним чином через використання агрохімікатів). Тому кримська ящірка занесена до Додатку ІІ Бернської конвенції (охоронна категорія: вид потребує особливої охорони) та охороняється Директивою Європейського Союзу 92/43/ЄС «Про збереження природних оселищ та видів природної фауни і флори» (Додаток IV. Види рослин і тварин, що становлять особливий інтерес для Європейського Союзу, які потребують суворих заходів охорони). Крім того, вид охороняється національним і регіональним законодавством ряду європейських країн.